# Loxura continentalis
Loxura continentalis är en fjärilsart som beskrevs av Hans Fruhstorfer 1912. Loxura continentalis ingår i släktet Loxura och familjen juvelvingar. Inga underarter finns listade i Catalogue of Life.